# Gerarchia delle fonti
La gerarchia delle fonti, nel diritto, sancisce che una norma contenuta in una fonte di grado inferiore non può contrastare una norma contenuta in una fonte di grado superiore. Nell'ordinamento giuridico italiano, si ha una pluralità di fonti di produzione, e queste sono disposte secondo una scala gerarchica, secondo la quale la norma di fonte inferiore non può porsi in contrasto con la norma di fonte superiore (gerarchia delle fonti del diritto).
Nel caso in cui avvenga un contrasto del genere si dichiara l'invalidità della fonte inferiore dopo un accertamento giudiziario.

## Descrizione

### Fonti costituzionali
- Al primo livello della gerarchia delle fonti, si pongono la Costituzione, le leggi costituzionali e gli statuti speciali (delle regioni a statuto speciale). La Costituzione della Repubblica Italiana, entrata in vigore il 01/01/1948, è composta da 139 articoli e 18 disposizioni transitorie e finali: essa detta i principi fondamentali dell'ordinamento (art. 1-12); individua i diritti e i doveri fondamentali dei soggetti (art. 13-54); detta la disciplina dell'organizzazione della Repubblica (artt. 55-139). La Costituzione italiana viene anche definita lunga e rigida: "lunga" perché non si limita "a disciplinare le regole generali dell'esercizio del potere pubblico e delle produzioni delle leggi', riguardando anche altre materie[1], "rigida" in quanto per modificare la Costituzione è richiesto un iter cosiddetto aggravato (vedi art. 138 Cost.). Esistono inoltre dei limiti alla revisione costituzionale.

### Fonti primarie
- Ai sensi dell'art. 117 della Costituzione, le Norme derivanti da trattati internazionali, cui seguono Direttive e regolamenti comunitari.[2]  I trattati internazionali, con speciale riferimento ai trattati antiterrorismo e al Trattato del Nord Atlantico (NATO), e le fonti del diritto dell'Unione europea dotati di efficacia vincolante, nella specie di regolamenti o di direttive. I primi hanno efficacia immediata, le seconde devono essere attuate da ogni Paese facente parte dell'Unione europea in un determinato arco di tempo. A queste, si sono aggiunte poi le sentenze della Corte di giustizia dell'Unione europea "dichiarative" del diritto comunitario (Corte Cost. Sent. n. 170/1984).
- Fonti primarie sono poi le leggi ordinarie, gli statuti regionali (regioni a statuto ordinario), le leggi regionali e quelle delle province autonome di Trento e Bolzano. Le leggi ordinarie sono promulgate dal Parlamento, secondo la procedura di cui gli artt. 70 ss. Cost..
- Regolamenti parlamentari.
- Ultime fonti primarie sono gli atti aventi forza di legge (nell'ordine decreti legge e decreti legislativi).

### Fonti secondarie
- Al di sotto delle fonti primarie, si collocano i regolamenti governativi, seguono i regolamenti ministeriali, amministrativi e prefettizi e di altri enti pubblici territoriali (regionali, provinciali e comunali).
- Vi è poi la giurisprudenza, in particolare le sentenze di giurisdizioni superiori.
- Le decisioni dell'Unione europea sono "obbligatorie in tutti i loro elementi" a norma dell'articolo 288, comma 4 del TFUE. Ciononostante, dovendo fare un parallelo con l'ordinamento italiano, non sarebbero vere e proprie fonti del diritto, ma assimilabili agli atti amministrativi della Repubblica italiana, dal momento che rappresentano atti attuativi di dettaglio relativi a leggi europee.[3]

### Fonti terziarie
All'ultimo livello della scala gerarchica, si pongono gli usi e le consuetudini. Questa è prodotta dalla ripetizione costante nel tempo di una determinata condotta, sono ammesse solo consuetudini secundum legem e praeter legem, non dunque quelle contra legem. 
Un cenno a parte meritano le consuetudini costituzionali, che talvolta regolano i rapporti tra gli organi supremi dello Stato poiché consistono in comportamenti ripetuti nel tempo per ovviare a determinate norme costituzionali lacunose.

## Criteri di risoluzione tra antinomie
L'antinomia è il contrasto tra due o più norme. Per risolvere l'antinomia tra norme si applicano i seguenti criteri:

### Cronologico
Il presupposto è che l'antinomia sorga tra due fonti di pari  livello. La norma legiferata successivamente abroga quella precedente. L'abrogazione produce effetti ex nunc, quindi da quel momento. La norma abrogata, perciò, rimane nell'ordinamento, ma produce effetti solo per le fattispecie verificatesi nel passato.
Comporta l’abrogazione della norma anteriore ad opera della successiva di pari grado.
Nelle disposizioni sulla legge in generale, nella premessa del Codice civile, è previsto che  «la legge non dispone che per l'avvenire: essa non ha effetto retroattivo» (art. 14).

### Gerarchico
La norma di rango più alto annulla quella di rango inferiore. A differenza dell'abrogazione, l'annullamento produce effetti ex tunc, cioè retroattivi. La norma annullata, quindi, viene esclusa dall'ordinamento, come se non fosse mai esistita e perde qualsiasi effetto prodotto da essa. 

### Della specialità
La riserva di legge viene preferita sulla riserva assoluta. In questo caso, la riserva assoluta viene semplicemente disapplicata per quella fattispecie.
In sostanza, il criterio di specialità, espresso dal brocardo "lex specialis derogat generali", secondo il quale prevale la norma più specifica, ossia quella la cui fattispecie è contenuta nella fattispecie dell'altra: opera il principio della deroga.

### Della competenza
Il criterio della competenza non è un criterio prescrittivo, ma esplicativo: serve cioè a spiegare come è organizzato attualmente il sistema delle fonti, e non a indicare all'interprete come risolvere le antinomie. Al contrario del criterio cronologico e il criterio gerarchico (che per esprimere la prevalenza usano rispettivamente l'abrogazione e l'annullamento), la prevalenza del criterio della competenza si esprime attraverso un ragionamento: distinguere gli ambiti di applicazione delle due norme; scegliere la norma competente "per ambito"; la non applicazione della norma incompetente. 

### Della competenza dell'Unione Europea
Il diritto dell'Unione europea prevale sul diritto interno dei suoi Stati membri, in base al principio di preferenza.

## In Italia
Il confine fra fonti primarie altri tipi di atti amministrativi è sfumato dal fatto che la Costituzione stessa prevede che il legislatore possa delegare parte della potestà legislativa, tipizzando una serie di fonti secondarie come regolamenti e statuti di enti pubblici, ospedali e università, ovvero la potestà regolamentare delle autorità amministrative indipendenti.
Questa strutturazione delle fonti del diritto espone la sovranità popolare e la rappresentatività del Parlamento ad alcune criticità in tema di organizzazione tutela giurisdizionale delle posizioni soggettive.
Sussiste un insieme di elementi costitutivi delle fonti del diritto:
- generalità: divieto di leggi ad personam, a favore di norme destinate ad una pluralità indeterminata e indeterminabile di soggetti o rapporti;
- astrattezza: la norma tende a valere nel tempo per tutti i rapporti che saranno ad essa riconducibili, elemento mancante nella regolazione amministrativa;
- capacità innovativa: la norma deve avere un contenuto precettivo rispetto alla legislazione vigente in precedenza o contribuire a formarlo.

Le leggi-provvedimento derogano i requisiti di generalità e di astrattezza, collocandosi a metà strada con i provvedimenti amministrativi che non sono una fonte del diritto, ma sono all'origine di diritti e obblighi per i destinatari. Il provvedimento è un esercizio della potestà amministrativa e l'atto di scelta dell'autorità amministrativa che dispone il modo di curare un bene pubblico primario individuato dalla legge. Il modo è normalmente procedimentale in quanto incide su situazioni giuridiche soggettive del destinatario ed è il risultato di sequenze di atti di più uffici o organi.
Non è possibile rivolgersi al giudice in mancanza di un provvedimento.
La gerarchia delle fonti è esposta sia nel primo articolo delle disposizioni sulla legge in generale, che agli artt. 70 e ss. della Costituzione, oltreché al 116 e ss. per le autonomie regionali. Sebbene la Carta Fondamentale informi tutte le leggi dello Stato, nel caso italiano essa è entrata in vigore sei anni dopo il codice civile del 1942. Pertanto, i due articolati necessitano di essere interpretati congiuntamente.